# Інкауасі
Ця стаття про вулкан на кордоні Чилі і Аргентини. Про гору в Чилі див. Серро-Інкауасі.
Інкауа́сі (ісп. Volcán Incahuasi, Nevado de Incahuasi) — гора в гірському масиві Пуна-де-Атакама на кордоні аргентинської провінції Катамарка і чилійського регіону Атакама висотою 6638 м.
Перше відоме сходження було здійснене німецьким географом Вальтером Пенком в 1913 році.

## Ресурси Інтернету
- Вікісховище має мультимедійні дані за темою: Інкауасі
- Incahuasi (ісп.)
- Інформація про гору [Архівовано 10 листопада 2010 у Wayback Machine.] (ісп.)

| Аргентина | Це незавершена стаття з географії Аргентини. Ви можете допомогти проєкту, виправивши або дописавши її. |

| Чилі | Це незавершена стаття з географії Чилі. Ви можете допомогти проєкту, виправивши або дописавши її. |